# Cheer Extreme Allstars
Cheer Extreme All stars est une agence de cheerleading américaine fondée en 1994 et qui possède plusieurs équipes de différents niveaux. Ses équipes pratiquent dans plusieurs gymnases en Caroline du Nord, soit à Raleigh, Kernersville, Lake Norman, Sanford, Salem et Greenville. Elle possède aussi un gymnase en Virginie, à Richmond.
L'agence est connue pour ses équipes de niveau « Unlimited Coed », « Small Senior » et « Large Senior », qui ont gagné plusieurs titres.
La firme a été fondée en 1994 par Betsy Smith et appartient maintenant à sa fille et à son beau-fils, Courtney Smith Pope et Ben Pope.

## Titres remportés aux compétitions mondiales (Worlds)

### Worlds 2007
- Large Senior Troisième place
- International Coed Troisième place

### Worlds 2008
- Large Senior Deuxième place
- International All Girl Deuxième place

### Worlds 2009
- Small Senior Deuxième place
- Senior Unlimited Coed Troisième place
- Large Senior Troisième place

### Worlds 2010
- Large Senior Première place
- Senior Unlimited Coed Troisième place
- Small Senior Deuxième place

### Worlds 2011
- Large Senior Troisième place
- Small Senior Quatrième place
- Senior Unlimited Coed Deuxième Place

### Worlds 2012
- Large Senior Première place
- Small Senior Troisième place
- Large Senior Coed Quatrième place

### Worlds 2013
- Large Senior Première place

### Worlds 2014
- Large Senior Quatrième place

### Worlds 2015
- Senior Unlimited Coed Première place
- Large Senior Deuxième place